# Gilles de Kerchove
Gilles de Kerchove, de son nom complet Gilles de Kerchove d'Ousselghem (né le 3 octobre 1956 à Uccle en Belgique), de nationalité belge, est un haut fonctionnaire européen. Directeur de la section Justice et Affaires intérieures (JAI) au Secrétariat général du Conseil de l'Union européenne de 1995 à 2007, il a depuis été nommé coordinateur de l'Union européenne pour la lutte contre le terrorisme, fonction qu'il a exercé jusqu'en septembre 2021.

## Biographie

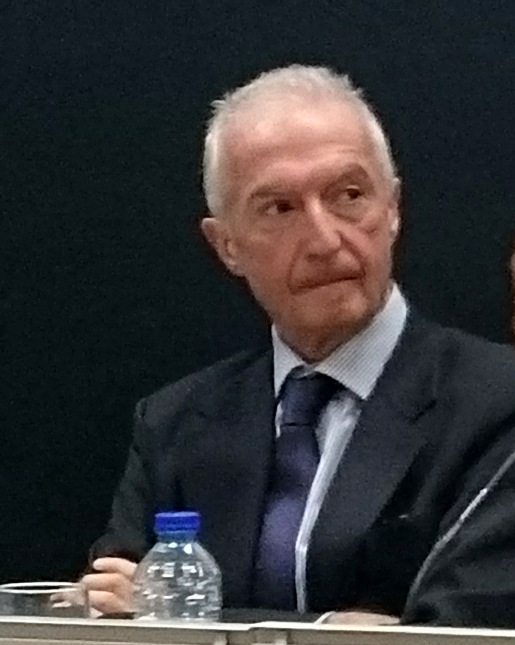
Gilles de Kerchove, en 2016, à Bruges.

Titulaire d'une licence de droit obtenue en 1979 à l'Université catholique de Louvain, il obtint ensuite, en 1984, un master en droit à Yale Law School.
Il entra en 1985 à la Commission des Communautés européennes, travaillant en tant qu'administrateur à la Direction générale IV, chargée de la concurrence. De 1986 à 1995, il travailla pour le gouvernement belge, en tant que chef de cabinet du vice-premier ministre et dans différents ministères.
Il fut directeur au sein de la Direction Générale Justice et Affaires intérieures (JAI) du Secrétariat général du Conseil de l'Union européenne de 1995 à 2007, ayant ainsi un rôle central lors des négociations concernant Eurojust ou le mandat d'arrêt européen. Depuis 2007, il est coordinateur de l'Union européenne pour la lutte contre le terrorisme. Il a aussi été Secrétaire adjoint de la Convention qui a élaboré la Charte des droits fondamentaux de l'Union européenne de 1999 à 2000.
Outre ses activités administratives, il est également maître de conférences en droit dans plusieurs universités de Belgique, notamment à l'UCLouvain (Louvain-la-Neuve), à l'Université Saint-Louis -Bruxelles et à l'Université libre de Bruxelles (ULB).

## Ouvrages
- Gilles de Kerchove, Anne Weyembergh, La confiance mutuelle dans l'espace pénal européen/Mutual Trust in the European Criminal Area, Bruxelles, Éditions de l'Université de Bruxelles, 2005.
- Gilles de Kerchove, Anne Weyembergh, Quelles réformes pour l'espace pénal européen ?, Bruxelles, Éditions de l'Université de Bruxelles, 2003.
- Gilles de Kerchove, Anne Weyembergh, L'espace pénal européen : enjeux et perspectives, Bruxelles, Éditions de l'Université de Bruxelles, 2002.
- Gilles de Kerchove, Anne Weyembergh, La reconnaissance mutuelle des décisions judiciaires pénales dans l'Union européenne, Bruxelles, Éditions de l'Université de Bruxelles, 2001.